# توجبا هيزر أوزتورك
توجبا هيزر أوزتورك (من مواليد 4 أكتوبر 1989، إرجيش في تركيا) هي سياسية من حزب الشعوب الديمقراطي وعضو سابق في برلمان التركي عن محافظة وان.

## التعليم
درست في قسم الصحة بجامعة أنقرة والقانون في جامعة الأناضول في إسكيشهير. بعد أن عملت كمدرسة.

## الحياة السياسية
تم انتخابها في البرلمان التركي كنائبة عن مقاطعة فان في يونيو 2015 وأعيد انتخابها في نوفمبر 2015 كأصغر عضو في الجمعية الوطنية التركية الكبرى. في نوفمبر 2016، صدرت مذكرة توقيف بحق هيزر أوزتورك، لكنها لم تُحتجز بسبب سفرها إلى الخارج. لقد تم البحث عنها بسبب الدعاية الإرهابية ولأنها قد حضرت جنازات الأشخاص الذين قاتلوا ضد الحكومة التركية. يهدف المدعي العام إلى الحكم بعقوبة مشددة مدى الحياة. في 27 يوليو 2017، صوت أعضاء البرلمان لصالح إقالة هيزر أوزتورك وفيصل سارييلديز من البرلمان. استأنف كلاهما قرار الفصل، لكن المحكمة الدستورية قررت تأييد قرار الفصل من البرلمان في 7 سبتمبر 2017 بعد أن غابت أكثر من عام عن جلسات البرلمان. بعد ذلك غادرت تركيا وذهبت إلى المنفى إلى أوروبا. في فبراير 2017، تلقت دعم حزب اليسار الألماني في دفاعها. في 5 يونيو 2017، أعلنت وزارة الداخلية التركية أن 130 شخصًا خارج البلاد أثناء الاشتباه في صلاتهم بالمتشددين سيفقدون جنسيتهم ما لم يعودوا إلى تركيا في غضون ثلاثة أشهر ويستوفون المعايير الحكومية. كان اسم توجبا هيزر أوزتورك من بين ال130 شخصًا. لقد تم تكليفها من حزبها بمهمة رفع مستوى الوعي لدى المؤسسات الأوروبية والسياسيين تجاه انتهاكات حقوق الإنسان في جنوب شرق الأناضول. في 17 مارس 2021، رفع المدعي العام للدولة في محكمة النقض التركية بكير شاهين دعوى قضائية في المحكمة الدستورية يطلب فيها حظرًا عليها و686 سياسيًا آخرًا من حزب الشعوب الديمقراطي لمدة خمس سنوات على الانخراط في السياسة التركية إلى جانب إغلاق حزب الشعوب الديمقراطي بسبب صلاتهم التنظيمية المزعومة بحزب العمال الكردستاني.

## المواقف السياسية
تدين سياسات الحكومة التركية لحزب العدالة والتنمية بشأن النساء والسياسيين الأكراد. كما أنها تنتقد قرار البرلمان التركي بعزلها من البرلمان بسبب غيابها عن البرلمان لمدة عام (حسب رأيها) زاعمة أن رئيس الوزراء السابق أحمد داود أوغلو حضر إلى البرلمان مرتين فقط منذ أن فقد منصب رئيس الوزراء في مايو 2016.